# 河狸亞目

## 與其他動物的關係
2017 年使用逆转录子标记进行的一项研究表明，它们与異鼠科动物（鳞尾松鼠和春兔）和鼠形亞目动物（类鼠类啮齿动物）的关系最为密切。 